# Montefiasconska stolnica
Montefiasconska stolnica ali Bazilika sv. Margarete (italijansko Duomo di Montefiascone; Basilica Cattedrale di Santa Margherita) je nekdanja rimokatoliška stolnica v Montefiasconeju v pokrajini Viterbo v Italiji, posvečena sveti Margareti Antiohijski, zavetnici mesta. Prej je bila sedež škofije Montefiascone (odpravljena in leta 1986 vključena v škofijo Viterbo), zdaj pa je manjša bazilika (status ji je bil podeljen leta 1943).
Je ena najpomembnejših cerkva na tem območju in ima eno največjih kupol v Italiji (premer 27 m), ki je vidna iz večine mest na območju Viterba.

## Zgodovina
Ko je papež Urban V. leta 1396 ustanovil škofijo Montefiascone, je bila cerkev, ki je bila najbolj priljubljena in najbolj osrednja, izbrana za stolnico nove škofije. Po tem se je začela večja obnova.
Stavba od kripte do osnove kupole je iz 15. in 16. stoletja, gradil pa jo je veronski arhitekt Michele Sanmicheli, verjetno s pomočjo Antonia da Sangalla mlajšega. V tem času je nastala spodnja cerkev in načrti za zgornjo cerkev, čeprav se je iz ekonomskih razlogov ta faza gradnje ustavila na nivoju strehe, tako je ostala odprta do leta 1602 .
Požar v noči na Veliki petek leta 1670 je uničil streho in del notranjosti, popravilo in dokončanje gradnje pa je bilo zaupano Carlu Fontana, ki je spremenil Sanmichelijeve načrte, da bi izdelal kupolo, bolj v skladu s sodobnim okusom kar naj bi odločilno vplivalo na okoliško pokrajino. Nova kupola je bila odprta 16. decembra 1674.
Zvonika in zahodno pročelje je leta 1840 zasnoval in dodal arhitekt Paul Gazola z uporabo zelo preprostih elementov dekoracije: kipa sv. Flavijana in svete Margarete Antiohijske, glavnih svetnikov, ki so jih častili v Montefiasconeu in klasičnega timpanona podprtega z jonskimi stebri in nadglašenega z grbom kardinala Macchija.
Stolnica je bila razglašena za malo baziliko 26. februarja 1943 . Leta 1986 je bila škofija Montefiascone združena s številnimi drugimi v škofiji Viterbo, Acquapendente, Bagnoregio, Montefiascone, Tuscania e San Martino al Monte Cimino  in cerkev je prenehala biti škofovski sedež.

## Notranjost
Poleg marmornatega kipa in nekaj relikvij svete Margarete Antiohijske, so v stolnici še relikvije svete Lucije Filippini in grob kardinala Marca Antonia Barbariga, poleg tega pa je tudi znan leseni križ.